# 奧斯瓦爾德 (密蘇里州)
奧斯瓦爾德（英語：Oswald）是位於美國密蘇里州艾奇遜縣的鬼鎮。

## 歷史
奧斯瓦爾德的郵局於1897年設立，其後於1901年停運。

## 地理
奧斯瓦爾德所處的海拔為高於海平面321米（即1053英呎），而該地所採用的時區為UTC-6，即北美中部時區（CST）。同時該地設有夏令時間，為UTC-6調快一小時，即UTC-5（CDT）。